# کوستال ایر
کوستال ایر (به انگلیسی: Coastal Air) یک شرکت هواپیمایی است. دفتر مرکزی کوستال ایر در سنت کرویکس، جزایر ویرجین ایالات متحده آمریکا واقع شده‌است.